# لوسی گوی
لوسی گوی (انگلیسی: Lucie Guay؛ زادهٔ ۱۲ دسامبر ۱۹۵۸) قایقران کایاک، و قایقران کانو اهل کانادا است.